# Futbol'nyj Klub Selenga Ulan-Udė
Il Selenga Ulan-Udė, ufficialmente Futbol'nyj Klub Selenga Ulan-Udė (in russo Футбольный клуб Селенга Улан-Удэ?) è una società calcistica russa con sede ad Ulan-Udė.

## Storia

### Unione Sovietica
Fondata nel 1958 col nome di Lokomotiv, ha subito avuto la possibilità di giocare nella Klass B, all'epoca seconda serie del campionato sovietico di calcio. Nel 1961 cambiò nome in Bajkal; rimase in seconda serie fino alla fine del 1962 quando, con la riforma del campionato la Klass B divenne terza serie.
Nel 1966 (dopo un breve periodo in cui fu noto come Armeec), prese il nome di Selenga; giunta seconda nel proprio girone, ebbe la possibilità di disputare i play-off promozione, da cui fu però subito eliminato. L'anno dopo, pur giunto quinto nel proprio girone, fu ripescato in seconda serie. Dopo due anni di permanenza al termine della stagione 1969 l'ulteriore riforma dei campionati costrinse la squadra al ritorno in terza serie.
Tra il 1978 e il 1983 tornò al nome originale di Lokomotiv, per poi riprendere la denominazione di Selenga. Rimase in terza serie fino al termine della stagione 1989 quando l'ultima riforma del campionato portò la squadra nella Vtoraja Nizšaja Liga, quarta serie del campionato.

### Russia
Con la fine dell'Unione Sovietica e la nascita del campionato russo di calcio, fu collocato in Pervaja Liga, la seconda serie; al secondo anno in seconda serie, anche a causa della riforma dei campionati retrocesse in Vtoraja Liga. Vi rimase fino al 2003, anno in cui finì ultimo nel proprio girone e retrocesse nei dilettanti.
In seguito ha assunto la denominazione di Kommunal'nik tre il 2004 e il 2007 e quella di Burjatija fino al 2011, prima di tornare al nome di Selenga.

## Statistiche e record

### Partecipazione ai campionati

#### Unione Sovietica
| Livello | Categoria            | Partecipazioni | Debutto | Ultima stagione | Totale |
| ------- | -------------------- | -------------- | ------- | --------------- | ------ |
| 2º      | Klass B              | 5              | 1958    | 1962            | 7      |
| 2º      | Vtoraja Gruppa A     | 2              | 1968    | 1969            | 7      |
| 3º      | Klass B              | 5              | 1963    | 1967            | 25     |
| 3º      | Vtoraja Gruppa A     | 1              | 1970    | 1970            | 25     |
| 3º      | Vtoraja Liga         | 19             | 1971    | 1989            | 25     |
| 4º      | Vtoraja Nizšaja Liga | 2              | 1990    | 1991            | 2      |

#### Russia
| Livello | Categoria       | Partecipazioni | Debutto | Ultima stagione | Totale |
| ------- | --------------- | -------------- | ------- | --------------- | ------ |
| 2º      | Pervaja Liga    | 3              | 1992    | 1993            | 2      |
| 3º      | Vtoraja liga    | 4              | 1994    | 1997            | 10     |
| 3º      | Vtoroj divizion | 6              | 1998    | 2003            | 10     |